# Марко Милованович (футболіст, 2003)
Марко Милованович (серб. Марко Миловановић), також відомий як Марезі (серб. Марези; нар. 4 серпня 2003) — сербський футболіст, нападник іспанського клубу «Альмерія», який на правах оренди виступає за португальську «Алверку».

## Клубна кар'єра

### «Партизан»
Вихованець клубу «Партизан». 22 вересня 2020 року підписав з клубом свій перший професіональний контракт. 27 квітня 2021 року підписав з «Партизаном» чотирирічний контракт.
17 липня 2021 року дебютував в основному складі «Партизана» в матчі сербської Суперліги проти «Пролетера», вийшовши на заміну Немані Йовичу. 22 липня в поєдинку Ліги конференцій УЄФА проти словацького клубу ДАК 1904 дебютував у єврокубках. 1 грудня 2021 року в поєдинку Кубка Сербії проти «Дубочиці» забив свій перший гол у професіональній кар'єрі. 6 грудня того ж року в матчі проти «Нові Пазара» вперше відзначився м'ячем у Суперлізі. 9 грудня 2021 року в поєдинку Ліги конференцій проти кіпріотського «Анортосіса» забив свій перший гол у єврокубках.

### «Альмерія»
11 липня 2022 року перейшов в іспанську «Альмерію», підписавши шестирічний контракт. Сума трансферу становила 3,5 млн євро. 5 вересня 2022 року дебютував за «Альмерію» в матчі Ла-Ліги проти клубу «Реал Вальядолід», вийшовши на заміну Лео Баптістану. 31 жовтня 2023 року в поєдинку Кубка Іспанії проти «Талавери» забив свій перший гол за клуб.
11 березня 2024 року в матчі проти «Севільї» вперше відзначився м'ячем у Ла-Лізі.

#### Оренда в «Алверку»
15 липня 2025 року відправився у сезонну оренду в португальську «Алверку», яка за підсумками попереднього сезону пробилась в еліту. 10 серпня дебютував за нову команду в матчі Прімейра-ліги проти «Морейренсі», вийшовши в стартовому складі. В цій ж грі забив свій перший гол за клуб, реалізувавши пенальті.

## Кар'єра в збірній
Виступав за збірну Сербії до 19 років.

## Статистика виступів
Станом на 17 серпня 2025
| Клуб              | Сезон             | Чемпіонат           | Чемпіонат | Чемпіонат | Кубок | Кубок | Кубок ліги | Кубок ліги | Єврокубки | Єврокубки | Інші  | Інші | Всього | Всього |
| Клуб              | Сезон             | Дивізіон            | Матчі     | Голи      | Матчі | Голи  | Матчі      | Голи       | Матчі     | Голи      | Матчі | Голи | Матчі  | Голи   |
| ----------------- | ----------------- | ------------------- | --------- | --------- | ----- | ----- | ---------- | ---------- | --------- | --------- | ----- | ---- | ------ | ------ |
| Партизан          | 2021–22           | Суперліга           | 18        | 1         | 3     | 1     | —          | —          | 7         | 1         | —     | —    | 28     | 3      |
| Альмерія Б        | 2023–24           | Сегунда Федерасьйон | 6         | 1         | —     | —     | —          | —          | —         | —         | —     | —    | 6      | 1      |
| Альмерія          | 2022–23           | Ла-Ліга             | 2         | 0         | 0     | 0     | –          | –          | –         | –         | 0     | 0    | 2      | 0      |
| Альмерія          | 2023–24           | Ла-Ліга             | 11        | 1         | 1     | 1     | –          | –          | –         | –         | 0     | 0    | 12     | 2      |
| Альмерія          | 2024–25           | Сегунда Дивізіон    | 16        | 0         | 3     | 1     | –          | –          | –         | –         | 2     | 0    | 21     | 1      |
| Альмерія          | Всього            | Всього              | 29        | 1         | 4     | 2     | 0          | 0          | 0         | 0         | 2     | 0    | 35     | 3      |
| → Алверка         | 2025–26           | Прімейра-ліга       | 2         | 1         | 0     | 0     | 0          | 0          | —         | —         | —     | —    | 2      | 1      |
| Всього за кар'єру | Всього за кар'єру | Всього за кар'єру   | 55        | 4         | 4     | 2     | 0          | 0          | 7         | 1         | 2     | 0    | 68     | 7      |

1. ↑  Матчі в Лізі конференцій УЄФА
2. ↑  Матчі плей-оф Сегунди за підвищення